# Neuontobotrys frutescens
Neuontobotrys frutescens là một loài thực vật có hoa trong họ Cải. Loài này được (Gillies ex Hook. & Arn.) Al-Shehbaz mô tả khoa học đầu tiên năm 2006.